# Stéfanos Athanasiádis
Pour les articles homonymes, voir Athanasiádis.
Stéfanos « Klaus » Athanasiádis (en grec : Στέφανος Αθανασιάδης), est un footballeur grec né le 24 décembre 1988 à Lákkoma. Il évolue au poste d'attaquant.

## Statistiques détaillées
| Saison                | Club                  | Championnat           | Championnat | Championnat | Coupe(s) nationale(s) | Coupe(s) nationale(s) | Compétition(s) continentale(s) | Compétition(s) continentale(s) | Compétition(s) continentale(s) | Sélection | Sélection | Sélection | Total | Total |
| Saison                | Club                  | Division              | M.          | B.          | M.                    | B.                    | Comp.                          | M.                             | B.                             | Équipe    | M.        | B.        | M.    | B.    |
| 2006 - 2007           | PAOK                  | 1                     | 1           | 0           | 0                     | 0                     | -                              | -                              | -                              | -         | -         | -         | 1     | 0     |
| 2007 - 2008           | PAOK                  | 1                     | 4           | 2           | 0                     | 0                     | -                              | -                              | -                              | -         | -         | -         | 4     | 2     |
| 2008 - 2009           | PAOK                  | 1                     | 10          | 2           | 3                     | 0                     | -                              | -                              | -                              | -         | -         | -         | 13    | 2     |
| 2009 - 2010           | Panserraikós          | 2                     | 23          | 5           | 3                     | 1                     | -                              | -                              | -                              | -         | -         | -         | 26    | 6     |
| 2010 - 2011           | PAOK                  | 1                     | 21          | 6           | 2                     | 1                     | C3                             | 5                              | 0                              | -         | -         | -         | 28    | 7     |
| 2011 - 2012           | PAOK                  | 1                     | 31          | 12          | 3                     | 1                     | C3                             | 11                             | 4                              | Grèce     | 3         | 0         | 48    | 17    |
| Total sur la carrière | Total sur la carrière | Total sur la carrière | 94          | 27          | 11                    | 3                     | -                              | 16                             | 4                              | 0         | 3         | 0         | 124   | 34    |

## Palmarès
PAOK Salonique
- Coupe de Grèce : 2017
- Championnat de Grèce : Vice-champion : 2017